# Mười ba bến nước
Mười ba bến nước là bộ phim video năm 2009 của Việt Nam do Đặng Thái Huyền đạo diễn kiêm viết kịch bản với nhà văn Nguyễn Anh Nông. Bộ phim đạt kỷ lục khi chiến thắng 6 giải thưởng trong hạng mục Phim video tại Liên hoan phim Việt Nam lần thứ 16 và một giải tại Giải Cánh diều 2009.

## Nội dung
Trở về sau cuộc chiến và bị nhiễm chất độc da cam, Lãng  và vợ là Sao đã nhiều lần cố gắng sinh con không thành công, Sao quyết định ly hôn với và giúp anh lấy một cô vợ khác. Trở về nhà mẹ đẻ, Sao lại được Tào, người yêu cũ của cô theo đuổi. Ngày trước, Tào từng đi lính, nhưng vì nhớ người yên nên trốn về và bị kết tội đào ngũ.
Tưởng rằng hai người họ có thể đến với nhau thì Sao nghe tin cô vợ mới của Lãng cũng sinh ra quái thai như mình và đã bỏ đi, Sao đã quyết định trở về với Lãng.

## Diễn viên
- Hoàng Lan vai Sao
- Trung Hiếu vai Tào
- Việt Thắng vai Lãng
- Tuyết Liên vai Mẹ Lãng
- Thu Tản vai Mẹ Sao
- Hải Yến vai Thắm
- Văn Trung vai Nênh
- Thu Nhung vai Vợ Nênh
- Văn Vượng vai Chú họ

## Sản xuất
Kịch bản ban đầu được dự định dàn dựng thành phim điện ảnh và sẽ tham dự Liên hoan phim Việt Nam, nhưng vì kinh phí không cho phép nên đành phải biên tập thành phim video.
Mười ba bến nước được quay bằng công nghệ HD, quá trình ghi hình dự tính là 20 ngày đã phải kéo dài thành 2 tháng vì trận lụt năm 2008.

## Giải thưởng

### Giải thưởng cho cá nhân
| Năm  | Giải thưởng                        | Tác phẩm         | Đề cử                        | Kết quả   | Chú thích |
| ---- | ---------------------------------- | ---------------- | ---------------------------- | --------- | --------- |
| 2009 | Liên hoan phim Việt Nam lần thứ 16 | Đặng Thái Huyền  | Đạo diễn xuất sắc            | Đoạt giải | [ 3 ]     |
| 2009 | Liên hoan phim Việt Nam lần thứ 16 | Trịnh Quang Tùng | Quay phim xuất sắc           | Đoạt giải | [ 3 ]     |
| 2009 | Liên hoan phim Việt Nam lần thứ 16 | Trung Hiếu       | Nam diễn viên chính xuất sắc | Đoạt giải | [ 3 ]     |
| 2009 | Liên hoan phim Việt Nam lần thứ 16 | Hoàng Lan        | Nữ diễn viên chính xuất sắc  | Đoạt giải | [ 3 ]     |
| 2009 | Liên hoan phim Việt Nam lần thứ 16 | Tuyết Liên       | Nữ diễn viên phụ xuất sắc    | Đoạt giải | [ 3 ]     |

### Giải thưởng cho bộ phim
| Năm  | Giải thưởng                        | Hạng mục   | Kết quả       | Chú thích |
| ---- | ---------------------------------- | ---------- | ------------- | --------- |
| 2009 | Liên hoan phim Việt Nam lần thứ 16 | Phim video | Bông sen Vàng | [ 3 ]     |
| 2010 | Giải Cánh diều 2009                | Phim video | Cánh diều Bạc | [ 4 ]     |